# Lodziarnia

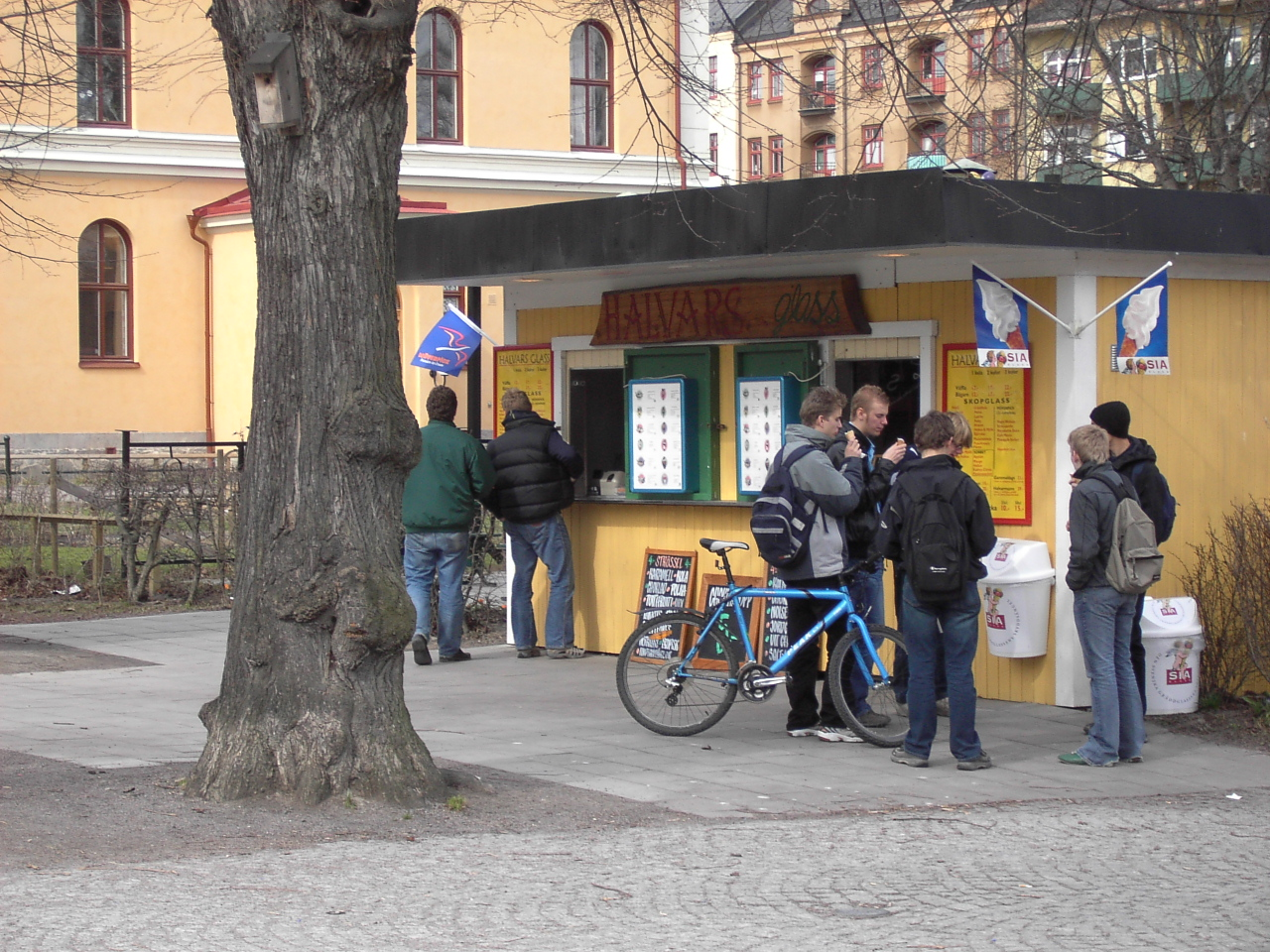
Lodziarnia w Szwecji

Lodziarnia – miejsce, w którym sprzedaje się różnego rodzaju lody (zwykłe, sorbetowe, włoskie), mrożone jogurty oraz desery lodowe, czasem również desery zawierające w składzie lody – takie jak naleśniki czy gofry.
Lody serwowane są zazwyczaj na dwa sposoby: w wafelkach lub w pucharkach. 
Niektóre lokale podają też lody z potrawami „na ciepło”. Często można tam też zamówić i wypić kawę na miejscu, czy zamówić ciasto lub inny deser.
Lodziarnie otwarte przez cały rok występują głównie w miejscowościach turystycznych o cieplejszym klimacie. Lodziarnie w mniej uczęszczanych miejscach są zazwyczaj otwarte od marca do listopada, a w okresie zimniejszym „przestawiają się” na sprzedaż cieplejszych dań takich, jak np. gofry.

## Galeria

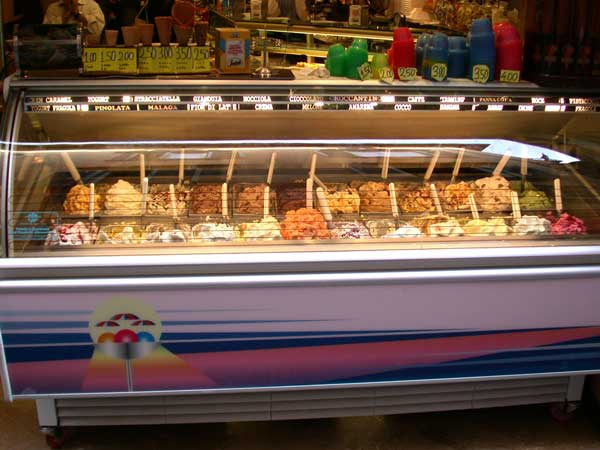
Włoska lodziarnia
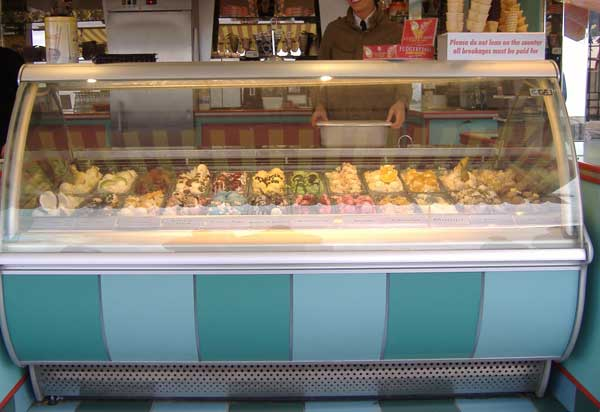
Angielska lodziarnia
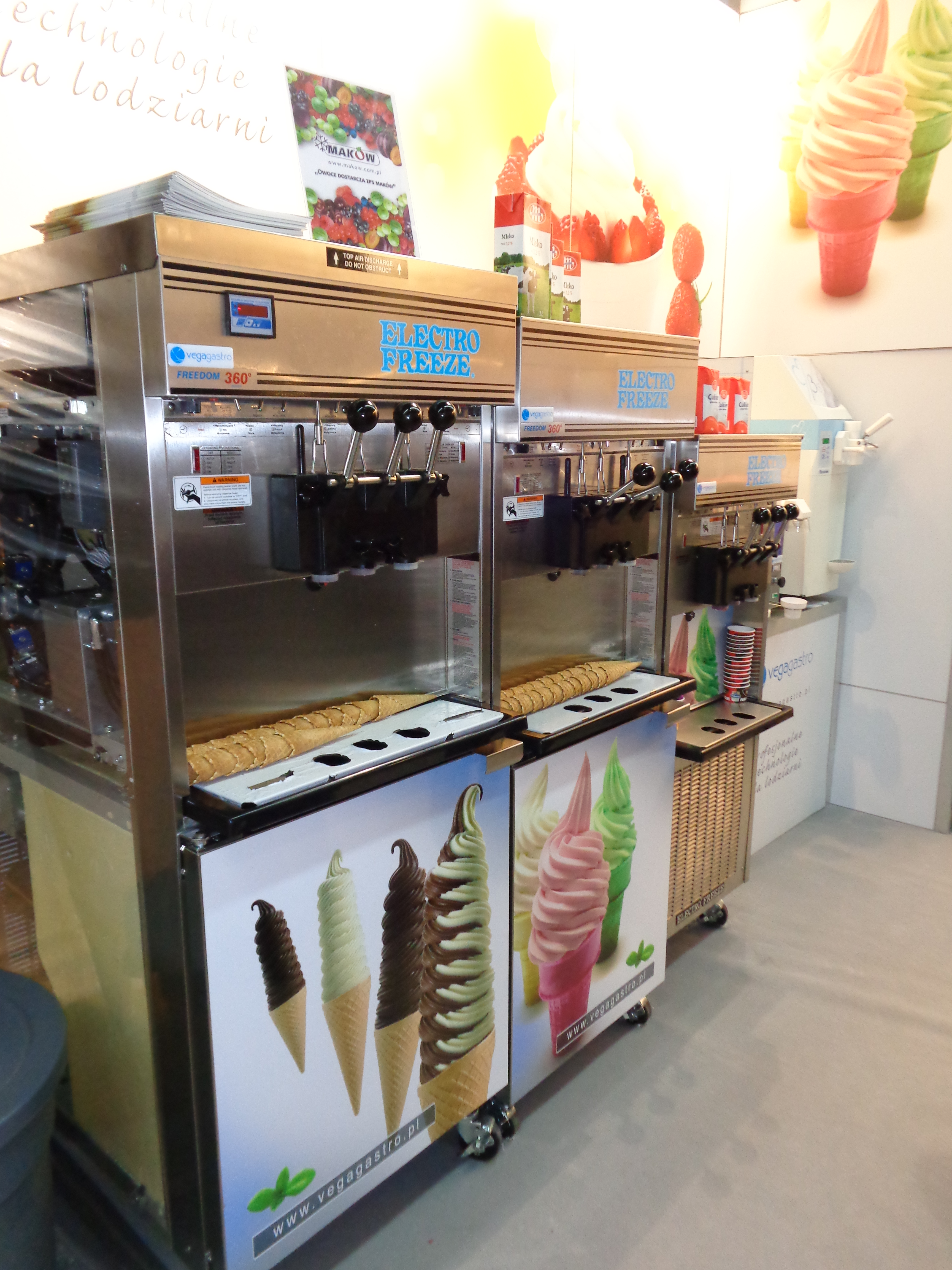
automaty do lodów